# Yevgueni Kychánov

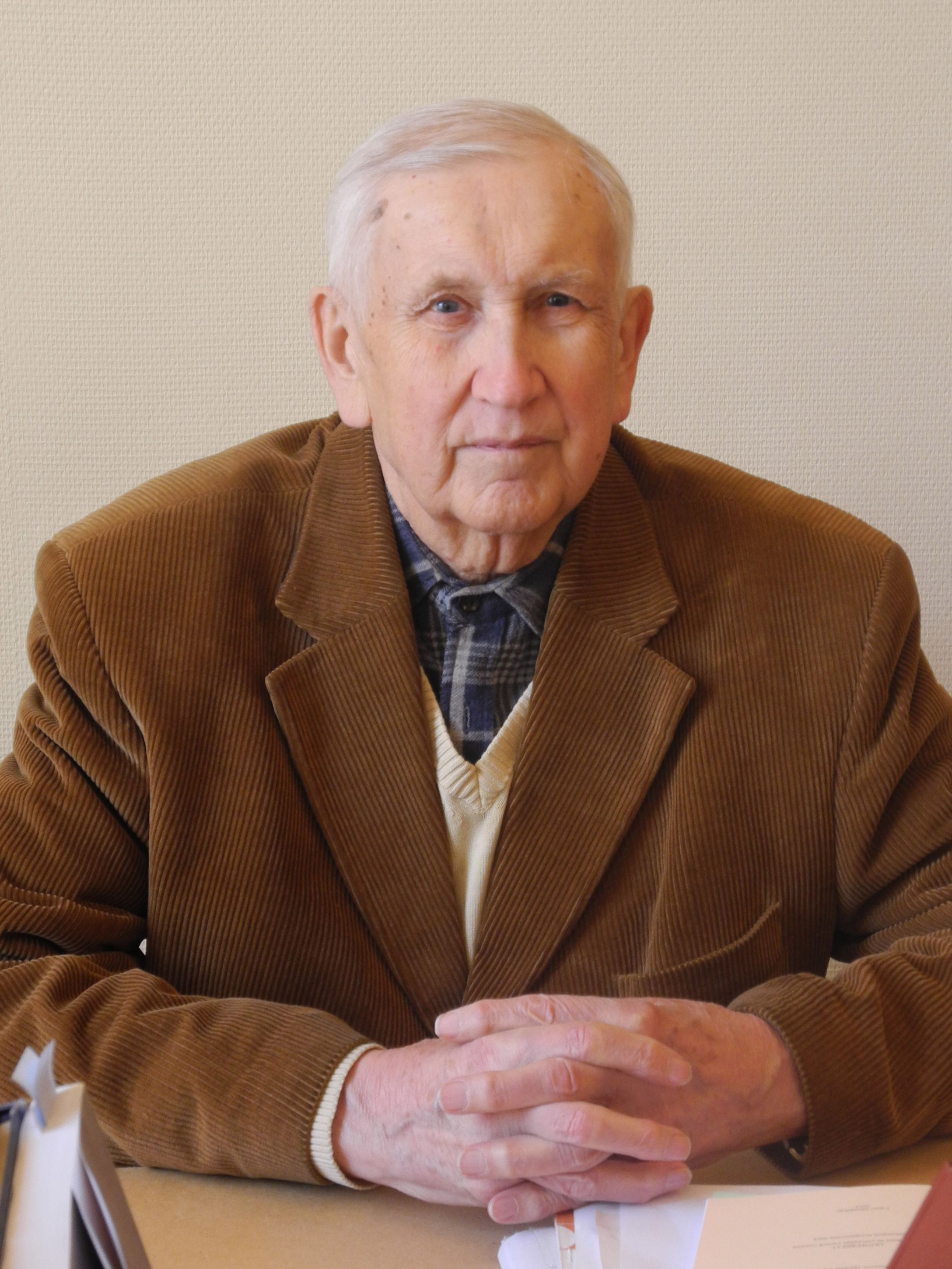
Professor Kychanov en su oficina en octubre de 2012.

Yevgueni Ivánovich Kychánov (en ruso: Евгений Иванович Кычанов, a veces transcrito como Yevgeny Ivanovich Kychanov, 22 de junio de 1932 - 24 de mayo de 2013) fue un orientalista soviético y ruso, un experto en el pueblo Tangut y su medieval Imperio Xi Xia. De 1997 a 2003 se desempeñó como director de la sucursal en San Petersburgo del Instituto de Estudios Orientales de la Academia de Ciencias de Rusia (ahora el Instituto de Manuscritos Orientales de la Academia de Ciencias de Rusia).